# Trollhammaren
Trollhammaren (în românește Ciocanul trolilor) este cel de-al doilea EP al formației Finntroll. Este primul album cu Routa, acesta înlocuindu-l pe Somnium la chitară.
Acest EP a fost lansat concomitent cu albumul Nattfödd. Ediția limitată a albumului Nattfödd include EP-ul Trollhammaren ca bonus (pe disc separat).

## Lista pieselor
1. "Trollhammaren" (Ciocanul trolilor) - 03:28
2. "Hemkomst" (Venirea acasă) - 03:46
3. "Skog" (Pădure) - 03:24
4. "Försvinn du som lyser" (Dispari, tu care strălucești) - 02:17
5. "Hel vete[2]" - 04:15

## Personal
- Tapio Wilska - vocal
- Routa - chitară
- Skrymer - chitară
- Trollhorn - sintetizator
- Tundra - chitară bas
- Beast Dominator - baterie